# 马修梅
马修梅（1925年-2017年11月19日），江苏如皋人，中国共产党人，中华人民共和国官员。
1944年1月开始革命生涯，曾任浙江省建筑工会副主席、主席，杭州钢铁厂工会主席、党委宣传部部长等。
于2017年11月19日在杭州逝世。